# David McDiarmid
David McDiarmid (1952–1995) foi um artista, designer e ativista político, reconhecido pelo seu envolvimento artístico proeminente e sustentado em questões relacionadas com a identidade gay masculina e o HIV/SIDA. Ele também é conhecido por seu envolvimento no movimento de libertação gay do início da década de 1970, quando foi a primeira pessoa presa em um protesto pelos direitos dos homossexuais na Austrália, bem como por sua direção artística do Sydney Gay and Lesbian Mardi Gras. Desde o seu início, a carreira artística de McDiarmid abrangeu, tanto como tema quanto como inspiração, a sexualidade gay masculina, a política e as subculturas urbanas. Suas técnicas criativas incluíam: colagem, pintura, desenho, caligrafia, mosaico, instalação, diversas formas de gravura, escultura e livros de artista. Ele foi designer gráfico, designer e pintor de tecidos para moda feminina e masculina, e artista e diretor criativo dos desfiles de rua do Mardi Gras gay e lésbico de Sydney.

## Melbourne
Nascido em Hobart, Tasmânia, McDiarmid mais tarde mudou-se com sua família para Melbourne, onde estudou cinema, história da arte e ilustração no Swinburne College of Technology (agora Swinburne University of Technology) entre 1969 e 1970. No início da década de 1970, McDiarmid juntou-se ao Melbourne Gay Liberation, mais tarde viajando entre Sydney e Melbourne, onde ajudou a fundar o Sydney Gay Liberation em 1972; ele também contribuiu com ilustrações e artigos para o boletim informativo e ajudou a editá-lo. Seu envolvimento com o Melbourne Gay Liberation incluiu o design de uma camiseta e um distintivo. O envolvimento de McDiarmid com a Sydney Gay Liberation, uma organização mais radical e voltada para protestos do que o maior grupo de apoio e direitos dos homossexuais Campaign Against Moral Persecution, ou CAMP, levou ao seu envolvimento em vários de seus protestos. Em um protesto pacífico, fora da sede da Australian Broadcasting Corporation (ABC) em 11 de julho de 1972, contra a recusa da administração da ABC em exibir um segmento sobre liberação gay (que apresentava Dennis Altman) no programa This Day Tonight, McDiarmid foi preso, o primeiro desse tipo prisão em um protesto pelos direitos dos homossexuais na Austrália.
Em 1973 McDiarmid conheceu o artista e joalheiro Peter Tully; eles se tornaram amantes pelos próximos dois anos e permaneceram amigos e colaboradores até a morte de Tully em Paris em agosto de 1992.

## Sidney (1975–79)
Depois de viajarem juntos pelo Sudeste Asiático em 1974-75, McDiarmid e Peter Tully mudaram-se para Sydney em 1975, juntando-se à sua amiga e colaboradora criativa de Melbourne, Linda Jackson, que se mudou para lá com sua parceira Fran Moore em 1973. Nesse período McDiarmid pintou à mão tecidos para os designs de moda de Jackson. Este trabalho foi vendido na loja de moda Flamingo Park de Jenny Kee no Strand Arcade de Sydney e apareceu (entre 1975 e 1981) nos desfiles anuais de moda Flamingo Follies realizados por Jenny Kee e Jackson.
A primeira exposição individual de McDiarmid, Secret Love, foi realizada na Hogarth Galleries, Sydney, em 1976. Os desenhos e colagens exploraram a vida e a sexualidade masculina gay, dentro e fora do armário. No ano seguinte, McDiarmid visitou os Estados Unidos, onde viajou extensivamente pelas costas leste e oeste entre março e outubro; em particular as comunidades gays de Castro em São Francisco e da área de Christopher Street em Lower Manhattan, Nova York. Seu trabalho subsequente foi influenciado por sua aceitação das subculturas gays masculinas dessas cidades; notavelmente New Works de David McDiarmid na Hogarth Galleries em novembro de 1978 e um portfólio de nove múltiplos off-setprint intitulado Trade Inquiries, publicado pela Watters Gallery, Sydney, em 1979. Após seu retorno dos EUA no final de 1977, McDiarmid apresentou uma instalação chamada An Australian Dream Lounge, explorando a estética doméstica dos subúrbios australianos na Hogarth Galleries, Sydney, em dezembro daquele ano.
A primeira exposição coletiva autoidentificada de artistas gays e lésbicas australianos, Homosexual and Lesbian Artists, foi realizada no fim de semana de 23 a 24 de julho de 1978 na Watters Gallery, Sydney, em associação com a Quarta Conferência Nacional Homossexual realizada na Câmara Municipal de Paddington em agosto. A exposição incluiu uma série de desenhos e colagens de McDiarmid; ele também desenhou o pôster da exposição. Outros artistas cujo trabalho apareceu na exposição incluem Peter Tully, Sally Colechin, Bill Morley, Tony Robertson, Frances Budden (mais tarde Frances Phoenix) e Vivienne Binns. Mais tarde, em 1978, McDiarmid e Peter Tully criaram em conjunto a instalação The Strine Shrine nas Galerias Hogarth, novamente fazendo referência aos ícones dos subúrbios australianos.

## Nova York (1979-87)
Em junho de 1979, McDiarmid se estabeleceu em Nova York, com a intenção de viver lá. A mudança para Nova York coincidiu com o estabelecimento do clube de dança underground gay negro e hispânico Paradise Garage, do qual McDiarmid foi um dos primeiros devotos. Paradise Garage serviu de inspiração para um conjunto de obras ao qual McDiarmid deu o título de Disco Kwilts, produzido entre 1979 e 1981, utilizando material recém-disponível: folhas holográficas reflexivas de Mylar. McDiarmid expôs nos EUA, incluindo exposições individuais em Childs/Dreyfus em Chicago em 1979 e Club Zero em Nova York em 1983. Ao longo de seu tempo em Nova York, McDiarmid continuou a expor em Sydney e a fornecer tecidos pintados para Linda Jackson. Uma das primeiras exposições em Sydney nas quais McDiarmid se envolveu após sua mudança para Nova York foi a exposição Project 33: Art Clothes na Art Gallery of New South Wales (AGNSW) (1980–1981), com curadoria de Jane de Teliga, que também incluiu obras de Linda Jackson, Jenny Kee, Peter Tully, Jenny Bannister, Katie Pye, Bruce Goold e outros. McDiarmid foi novamente incluído em um show coletivo AGNSW em 1981: The Harbour Bridge Show.
Em fevereiro de 1983, McDiarmid expôs na Crafts Council of Australia Gallery em Sydney, cujo catálogo incluía a seguinte declaração de McDiarmid: “Estou interessado na cultura popular. Meu trabalho está na interseção entre a arte popular, a arte feminina (bordados, colchas de retalhos) e materiais contemporâneos. Eu uso plásticos barulhentos, baratos e vulgares para fazer lindas imagens”.
O trabalho de McDiarmid em Nova York também foi influenciado pelos grafittis de ruas e metrôs. Em 1983-84, ele produziu uma série de pinturas acrílicas sobre algodão com caligrafia entrelaçada e formas gráficas decorativas transmitindo a excitação, a exploração e a alegria da vida na cidade: sexo, direitos dos homossexuais, cruzeiros, amor romântico e o surgimento do HIV/AIDS. Este trabalho foi exibido em 1984, quando ele retornou a Sydney para a exposição individual David McDiarmid: New Work na Roslyn Oxley9 Gallery. Naquele ano, McDiarmid foi incluído em outra exposição coletiva, The Leather Show, na Crafts Council Gallery e em 1985, McDiarmid expôs como parte da exposição coletiva Gay Mardi Gras Exhibition 1985: The Print Source, junto com Peter Tully e Allan Booth.

## Sidney (1987–1995)
Em 1986, ainda em Nova York, McDiarmid foi diagnosticado seropositivo e decidiu regressar à Austrália. De volta a Sydney, McDiarmid dedicou-se à produção de arte que aumentou a conscientização sobre a epidemia de AIDS e capacitou aqueles que eram HIV positivos. Sua influente exposição individual com foco na política sexual e cultural da AIDS, Kiss of Light, foi realizada na Syme Dodson Gallery, Sydney, em 1991. Esta exposição inspirou o Conselho de AIDS de Nova Gales do Sul a encomendar a McDiarmid uma série de cinco pôsteres sobre sexo seguro e injeção segura que foram lançados no Museu de Arte Contemporânea de Sydney, em abril de 1992.
Entre 1988 e 1992, McDiarmid foi artista/designer e diretor artístico do Sydney Gay and Lesbian Mardi Gras. Ele foi reconhecido neste período por seu apoio às contribuições lésbicas para a cultura e estética do design do desfile, festa e festival do Mardi Gras. Entre outras contribuições criativas, ele projetou uma escultura de desfile de rua em grande escala baseada no Dia dos Mortos mexicano com membros do HIV Living Group para o desfile do Mardi Gras de Gays e Lésbicas de Sydney em 1992. Os gráficos de seus pôsteres de sexo seguro de 1992 foram posteriormente ampliados para formar gigantescas figuras em movimento para o desfile do Mardi Gras.
Em 1993, McDiarmid escreveu a palestra ilustrada (com transparências de 35 mm) A Short History of Facial Hair traçando sua história pessoal, política e sexual do campo ao gay e ao queer. Isto foi apresentado na conferência de Melbourne AIDS: Towards a Paradigm (e mais tarde desenvolvido no filme digital A Short History of Facial Hair para uma exposição em Londres em 2011).
O livro de artista de McDiarmid de 1993 e as múltiplas colagens fotocopiadas intituladas Toxic Queen focaram na virulenta homofobia reenergizada pela epidemia de AIDS e posicionaram McDiarmid como um importante artista queer à medida que as sensibilidades mudavam de gay para queer. David McDiarmid também foi um designer gráfico talentoso, desenhando todos os pôsteres de suas próprias exposições e das de Peter Tully. Ele desenhou pôsteres e materiais impressos para o Mardi Gras de gays e lésbicas de Sydney em 1986, 1988 e 1990, bem como pôsteres para festas dançantes Pride e Sleaze Ball, vigílias à luz de velas contra a AIDS, Dia Mundial da AIDS e a série de pôsteres de sexo seguro da ACON de 1992.
Foi um dos primeiros artistas a utilizar a tecnologia digital na produção de arte, os Aforismos do arco-íris digitais de McDiarmid marcaram presença forte na exposição Don’t Leave Me This Way: Art in the Age of AIDS na Galeria Nacional da Austrália, Canberra, com curadoria do Dr. Ted Gott em 1994. Suas numerosas exposições coletivas durante a década de 1990 também incluíram:
- Pink Summers, No Mardi Gras Gay e Lésbico de Sidney, (1990);
- Beauty and the Beast, Galeria Tin Sheds, Universidade de Sydney (1991);
- The Phallus and its Functions, Ivan Dougherty Gallery, Sydney (1992);
- Stormy Weather, exposição itinerante nacional (1992);
- You Are Here, Instituto de Arte Moderna, Brisbane, Centro Australiano de Arte Contemporânea, Melbourne e CACSA, Adelaide (1993);
- The Streets as Art Galleries – Walls Sometimes Speak: Poster Art in Australia, Galeria Nacional da Austrália, Canberra (1993);
- Leather Pride Week Exhibition, The Warehouse, Sydney (1993);
- Nine Artists Galeria Barry Stern, Sydney (1993);
- The Australian Scarf, Hyde Park Barracks (1993);
- Fighting Back: The Art of AIDS Education, The Drill Hall Gallery, ANU, Canberra (1993);
- Death, Galeria Ivan Dougherty (1993);
- Mardi Gras 1993, Galeria Barry Stern (1993).

A última exposição coletiva de McDiarmid foi Australian Perspecta 1995, uma pesquisa de arte contemporânea, com curadoria de Judy Annear na Art Gallery of New South Wales. O seu enorme arco-íris Q inserido no tímpano da fachada neoclássica da galeria foi o último gesto de McDiarmid de queerizar o museu de arte.

## Legado (1995-)
McDiarmid estava consciente do legado artístico e político dele e de sua geração, já que muitos artistas gays enfrentaram a morte prematura por HIV/AIDS na década de 1980 e no início da década de 1990. Ele se tornou um defensor do planejamento patrimonial eficaz para artistas, falou no Sydney Writers Festival sobre o assunto em 1994 e fez palestras em associação com o Arts Law Centre of Australia. Chocado com as consequências para o legado criativo de Peter Tully, após a morte de Tully em agosto de 1992 sem testamento legal ou plano patrimonial, McDiarmid pediu à curadora, Dra. Sally Gray, para ser sua executora e detentora póstuma dos direitos autorais em 1993.
David McDiarmid morreu de doenças relacionadas à AIDS em 25 de maio de 1995. A partir de 1996, Gray organizou legados da propriedade McDiarmid para as seguintes instituições públicas: Galeria Nacional da Austrália, Canberra; A National Gallery of Victoria, Melbourne; Museu Heide de Arte Moderna, Melbourne; A Galeria de Arte de Nova Gales do Sul, Sydney; O Powerhouse Museum of Applied Arts and Sciences, Sydney e várias galerias regionais na Austrália. Gray também providenciou o depósito de documentos pessoais do artista sobre sua vida e obra na Biblioteca Mitchell da Biblioteca Estadual de NSW. Como guardião do legado criativo do artista, Gray pesquisou, intermediou e curou uma série de exposições do trabalho de McDiarmid, incluindo a grande exposição retrospectiva, David McDiarmid: When This You See Remember Me, realizada na National Gallery of Victoria, Melbourne.
Desde 1995, o trabalho de McDiarmid apareceu em inúmeras exposições coletivas, incluindo:
- Absolutely Mardi Gras, Powerhouse Museum, Sydney (1996);
- Flesh and Blood: Family Connections in Sydney (1788-1998, Museu de Sydney (1999);
- Recent Acquisitions of Australian Art, National Gallery of Victoria, (1997);
- Artists and Cartoonists in Black and White, S. H. Ervin Gallery, Sydney (1999);
- Funk de Siecle, Heide Museum of Modern Art, Melbourne (1999);
- Desire, RMIT Gallery (2001);
- Blondies and Brownies, Rootkeller, Munich (2001);
- Dead Gay Artists, Tin Sheds Gallery, Sydney (2002);
- Inside Out: Sculpture From the Collection, Heide Museum of Modern Art (2002);
- Fieldwork National Gallery of Victoria (2002);
- With You And Without You: Revisitations of Art in the Age of AIDS, Ivan Dougherty (2002);
- Look: New Perspectives on the Contemporary Collection NGV (2008);
- Ace Bourke: A Collector’s Journey, Hazelhurst Gallery, Sydney (2012);
- Mix Tape 1980s: Appropriation, Subculture, Critical Style, NGV (2013);
- Got the Message: 50 years of Political Posters, Art Gallery of Ballarat (2013);
- Safe Sex Bang: The Buss Bence Collection, Centre for Sex and Culture, São Francisco (2013);
- David McDiarmid: When This You See Remember Me, National Gallery of Victoria, Melbourne (2014);
- Cairns Tropical Mardi Gras, The Tanks, Cairns (2015);
- Art as a Verb, Monash University Museum of Art, Melbourne and Artspace, Sydney (2015);
- Writing Art - The Ideas Platform, Artspace, Sydney (2015);
- The Patient: The Medical Subject in Contemporary Art UNSW Art+Design Gallery e exposições nacionais (2016–19);
- Hand and Heart Shall Never Part: The Fashion Collaboration of Linda Jackson and David McDiarmid, Wollongong Art Gallery (2016-17);
- Highlights from the Collection, Art Gallery of Ballarat (2016);
- Dissenting Voices, Art Gallery of Western Australia (2016–17);
- Forty Years of Queer Art, Comber Street Studios, Sydney (2018);
- The Museum of Love and Protest, National Art School, Sydney (2018).

Os programas individuais de David McDiarmid intermediados, com curadoria ou co-curadoria da Dra. Sally Gray incluem:
- David McDiarmid: A Short History of Facial Hair, The Fashion Space Gallery, London College of Fashion, University of the Arts, Londres (2011);
- David McDiarmid: Rainbow Aphorisms, Neon Parc, Melbourne (2012);
- a grande exposição retrospectiva, David McDiarmid: When This You See Remember Me, National Gallery of Victoria, Melbourne (2014);[26]
- David McDiarmid: Toxic Queen, Neon Parc Melbourne (2016).

David McDiarmid foi incluído no Hall da Fama do Mardi Gras Gay e Lésbico de Sydney em 2000. A sua vida e obra também vivem no trabalho de outros: os livros, performances e filmes publicados pelo fotógrafo e performer William Yang, como Friends of Dorothy e Sadness, prestam homenagem à influência da prática artística de McDiarmid e ao seu ativismo político. McDiarmid foi um dos temas do Quarteto de Cordas do compositor Lyle Chan: An AIDS Activist's Memoir In Music. O movimento denominado Don't Leave Me This Way homenageia o papel que o compositor desempenhou como parte da equipe médica de McDiarmid. Este movimento musical foi apresentado na retrospectiva McDiarmid na National Gallery of Victoria em julho de 2014, precedida por uma conversa de quarenta minutos entre o compositor e o ex-juiz do Supremo Tribunal da Austrália, Exmo. Michael Kirby.
Em 2017-18, os Rainbow Aphorisms de McDiarmid apareceram em toda a rede de transporte do metrô de Londres como parte de Art on the Underground. O projeto foi iniciado pelo Studio Voltaire London e pela Dra. Sally Gray para a propriedade McDiarmid. O projeto também incluiu a exibição dos Rainbow Aphorisms de McDiarmid em espaços públicos em Clapham, sul de Londres.